# Monardella palmeri
Monardella palmeri är en kransblommig växtart som beskrevs av Asa Gray. Monardella palmeri ingår i släktet Monardella och familjen kransblommiga växter. Inga underarter finns listade i Catalogue of Life.